# Tugimaantee 66
De Tugimaantee 66 is een secundaire weg in Estland. De weg loopt van Võru naar Verijärve en is 6,5 kilometer lang. 